# 愛新覚羅毓嵒
愛新覚羅 毓嵒（あいしんかくら いくがん、民国7年4月8日（1918年5月17日） - 1997年1月18日）は、中国の満洲族の書家で、清朝皇族（愛新覚羅氏）の一員である。清朝最後の皇帝溥儀から皇位継承者に指名されたと主張していた。イギリスのジャーナリスト、トニー・スコットランドによる旅行記「The Empty Throne」は、毓嵒の主張を主題としている。

## 生涯
北京の王府井にて溥偁と敬貴（フチャ氏、富察氏）の子として生まれた。祖父は道光帝の五男の奕誴（1831年 - 1889年）の子の載濂（1854年 - 1917年）であり、溥儀の遠戚に当たる。幼くして母を亡くし、父も家を出ていくなどの不幸に苦しんでいた。
1936年、毓嵒は満洲国皇帝となっていた溥儀により新京（現：長春）の王宮に呼び出された。溥儀は毓嵒を「小瑞子」と呼び、身近に置いた。毓嵒は王宮にて書道の正式な訓練を受ける機会を得た。1943年に満洲族の馬静蘭と結婚し恒鎮と恒鎧を儲けた。
満洲国崩壊後、毓嵒はソ連により身柄を拘束され、1945年から1950年にかけてシベリア・ハバロフスク近郊で溥儀と共に投獄された。その間の1948年に妻の馬静蘭が亡くなり、翌年、張雲訪と再婚した。1950年に中国に送還され、1957年まで遼寧省の撫順戦犯管理所で思想改造を受けた。
撫順から解放された後、毓嵒は中国語教師と食料品店主として生計を立てた。文化大革命中の1966年にその出自のために逮捕され、山西省の労働改造所に送られた。1979年に釈放され、北京に戻った。
1980年に、文化部恭王府の顧問に招聘され、その後、中国書画家聯誼会の理事、東方書画院研究会の理事、長白書画研究会の理事を務めた。その後の生活は比較的安定している。
1999年1月18日に北京で亡くなった。遺骨は清朝の歴代皇帝の墳墓のある清東陵の西側にある万陵園に埋葬された。

## 皇位継承の主張
毓嵒は、ソ連での投獄中に溥儀により相続人に指名されたと主張した。溥儀の自伝には、毓嵒を相続人にすることを検討したことは書かれている。1937年に採択された帝位継承法に従えば、溥儀の継承者は弟の溥傑となる。